# إدوارد واليس هوتش
إدوارد واليس هوتش ( بالإنجليزية Edward Wallis Hoch ) وهوسياسي أمريكي ينتمي إلى الحزب الجمهوري ولد ادوارد واليس هوتش في 17 أذار - مارس من سنة 1847 في ولاية كنتاكي . في سنة 1871 انتقل هوتش إلى ولاية كنساس . خدم هوتش في مجلس النواب في ولاية كنساس مرتين المرة الأولى كانت من عام 1889 إلى عام 1891 والمرة الثانية كانت من عام 1893 إلى عام 1885 .شغل هوتش منصب حاكم على ولاية [[كنساس مابن عامي 1905 إلى عام 1909 . توفي ادوارد واليس هوتش في 1 حزيران - يونيو من سنة 1925 في ولاية كنساس.